# 7755 Haute-Provence
7755 Haute-Provence là một tiểu hành tinh vành đai chính với chu kỳ quỹ đạo là 2041.6849686 ngày (5.59 năm).
Nó được phát hiện ngày 28 tháng 12 năm 1989.